# Državno prvenstvo v ameriškem nogometu - sezona 2009/2010
Sezona 2009/10 je premierna sezona slovenskega državnega prvensta v ameriškem nogometu. Sodelujejo štiri ekipe. Vsaka ekipa pri vsaki gostuje in vsako gosti v domačem kraju. Najboljši dve se nato uvrstita v finalno tekmo, ostali dve odigrata tekmo za 3. mesto.

## 1. krog

#### Tekmi
| 17. oktober | novica | Gold Diggers | 0 – 63 | Ljubljana Silverhawks | Dvorana: Mozirje |  |

| 18. oktober | novica | Alp Devils | 25 – 13 | Maribor Generals | Dvorana: Kranj |  |

#### Lestvica
| Ekipa                 | W | L | PCT   | PF | PA | PD  | Home | Road | Streak |
| --------------------- | - | - | ----- | -- | -- | --- | ---- | ---- | ------ |
| Ljubljana Silverhawks | 1 | 0 | 1.000 | 63 | 0  | +63 | 0-0  | 1-0  | W1     |
| Alp Devils            | 1 | 0 | 1.000 | 25 | 13 | +12 | 1-0  | 0-0  | W1     |
| Maribor Generals      | 0 | 1 | .000  | 13 | 25 | -12 | 0-0  | 0-1  | L1     |
| Gold Diggers          | 0 | 1 | .000  | 0  | 63 | -63 | 0-1  | 0-0  | L1     |

## 2. krog

#### Tekmi
| 21. oktober | novica | Ljubljana Silverhawks | 65 – 0 | Alp Devils | Dvorana: Ljubljana |  |

| 25. oktober | novica | Maribor Generals | 40 – 27 | Gold Diggers | Dvorana: Maribor |  |

#### Lestvica
| Ekipa                 | W | L | PCT   | PF  | PA  | PD   | Home | Road | Streak |
| --------------------- | - | - | ----- | --- | --- | ---- | ---- | ---- | ------ |
| Ljubljana Silverhawks | 2 | 0 | 1.000 | 128 | 0   | +128 | 1-0  | 1-0  | W2     |
| Alp Devils            | 1 | 1 | .500  | 25  | 78  | -53  | 1-0  | 0-1  | L1     |
| Maribor Generals      | 1 | 1 | .500  | 53  | 52  | +1   | 1-0  | 0-1  | W1     |
| Gold Diggers          | 0 | 2 | .000  | 27  | 103 | -76  | 0-1  | 0-1  | L2     |

## 3. krog

#### Tekmi
| 7. november | novica | Ljubljana Silverhawks | 59 – 7 | Maribor Generals | Dvorana: Ljubljana |  |

| 9. maj |  | Alp Devils | 23 – 19 | Gold Diggers | Dvorana: Ljubljana |  |

#### Lestvica
| Ekipa                 | W | L | PCT   | PF  | PA  | PD   | Home | Road | Streak |
| --------------------- | - | - | ----- | --- | --- | ---- | ---- | ---- | ------ |
| Ljubljana Silverhawks | 3 | 0 | 1.000 | 187 | 7   | +180 | 2-0  | 1-0  | W3     |
| Alp Devils            | 2 | 1 | .667  | 48  | 97  | -49  | 2-0  | 0-1  | W1     |
| Maribor Generals      | 1 | 2 | .333  | 60  | 111 | -51  | 1-0  | 0-2  | L1     |
| Gold Diggers          | 0 | 3 | .000  | 46  | 126 | -80  | 0-1  | 0-2  | L3     |

## 4. krog

#### Tekmi
| 16. maj | novica | Maribor Generals | 35 – 27 | Alp Devils | Dvorana: Maribor |  |

| 22. maj | novica | Ljubljana Silverhawks | 71 – 0 | Gold Diggers | Dvorana: Vrhnika |  |

#### Lestvica
| Ekipa                 | W | L | PCT   | PF  | PA  | PD   | Home | Road | Streak |
| --------------------- | - | - | ----- | --- | --- | ---- | ---- | ---- | ------ |
| Ljubljana Silverhawks | 4 | 0 | 1.000 | 258 | 7   | +251 | 3-0  | 1-0  | W4     |
| Alp Devils            | 2 | 2 | .500  | 75  | 132 | -57  | 2-0  | 0-2  | L1     |
| Maribor Generals      | 2 | 2 | .500  | 95  | 138 | -43  | 2-0  | 0-2  | W1     |
| Gold Diggers          | 0 | 4 | .000  | 46  | 197 | -151 | 0-1  | 0-3  | L4     |

## 5. krog

#### Tekmi
| 5. junij |  | Alp Devils | 0 – 35 | Ljubljana Silverhawks | Dvorana: odpoved tekme |  |

| 6. junij |  | Gold Diggers | 0 – 35 | Maribor Generals | Dvorana: odpoved tekme |  |

#### Lestvica
| Ekipa                     | W | L | PCT   | PF  | PA  | PD   | Home | Road | Streak |
| ------------------------- | - | - | ----- | --- | --- | ---- | ---- | ---- | ------ |
| (1) Ljubljana Silverhawks | 5 | 0 | 1.000 | 293 | 7   | +286 | 3-0  | 2-0  | W5     |
| Maribor Generals          | 3 | 2 | .600  | 130 | 138 | -8   | 2-0  | 1-2  | W2     |
| Alp Devils                | 2 | 3 | .400  | 75  | 167 | -92  | 2-1  | 0-2  | L2     |
| (x) Gold Diggers          | 0 | 5 | .000  | 46  | 232 | -186 | 0-2  | 0-3  | L5     |

## 6. krog

#### Tekmi
| 30. maj | novica | Maribor Generals | 13 – 64 | Ljubljana Silverhawks | Dvorana: Maribor |  |

| 12. junij |  | Gold Diggers | 0 – 35 | Alp Devils | Dvorana: odpoved tekme |  |

#### Lestvica
| Ekipa                     | W | L | PCT   | PF  | PA  | PD   | Home | Road | Streak |
| ------------------------- | - | - | ----- | --- | --- | ---- | ---- | ---- | ------ |
| (1) Ljubljana Silverhawks | 6 | 0 | 1.000 | 357 | 20  | +337 | 3-0  | 3-0  | W6     |
| (f) Alp Devils            | 3 | 3 | .500  | 110 | 167 | -57  | 2-1  | 1-2  | W1     |
| (x) Maribor Generals      | 3 | 3 | .500  | 143 | 202 | -59  | 2-1  | 1-2  | W1     |
| (x) Gold Diggers          | 0 | 6 | .000  | 46  | 267 | -221 | 0-3  | 0-3  | L6     |

## Finale

#### tekma za 3. mesto (mali bowl)
| 26. junij |  | Maribor Generals | 26 – 12 | Gold Diggers | Dvorana: Šmartno ob Paki |  |

#### finale (veliki bowl)
| 26. junij |  | Ljubljana Silverhawks | 41 – 0 | Alp Devils | Dvorana: Šmartno ob Paki |  |